# Paul Édouard Pouradier-Duteil
Paul Édouard Pouradier-Duteil, né le 11 décembre 1854 à La Châtre et mort le 15 octobre 1933 à Chambéry, est un général français durant la Première Guerre mondiale, également gouverneur militaire de Lyon.

## Biographie
Paul Édouard Pouradier-Duteil est né à La Châtre le 11 décembre 1854. Il fréquente l'École spéciale militaire de Saint-Cyr (promotion de l'Archiduc Albert), où il entre vingtième sur 283 et il sort quatrième avec le grade de sous-lieutenant en 1873. Il sera affecté au 14e bataillon de chasseurs à pied. En 1876, il a suivi le cours pour les officiers de l'état-major général, se classant à la deuxième place. Il termine son entraînement au 13e régiment de chasseurs (1877-1880), puis s'installe au 74e régiment d'infanterie (1880). À la suppression du corps d'état-major, il choisit l'arme d'infanterie, assignée aux chasseurs du 13e bataillon à pied. 
Capitaine en 1880, il servit dans l'état-major général du IXe corps (1883-1885), puis dans la 17e division d'infanterie (1885-1887). En 1887, il est transféré au 13e bataillon des chasseurs alpins à Chambéry où il est noté comme étant un bon alpiniste.
Affecté à l'état-major de la division d'Angers en 1889, il est promu major et transféré au 157e régiment d'infanterie en 1891, opérant dans le secteur alpin. En 1893, il devient chef d'état-major du 12e bataillon des chasseurs alpins de Grenoble, se distinguant en tant que commandant du bataillon alpin pour avoir traversé plusieurs fois les glaciers de la région. En 1895, il a reçu le titre de Chevalier de l'Ordre national de la Légion d'honneur. Lieutenant-colonel en 1898, il devint colonel en 1903, prenant plus tard le commandement du 77e régiment d'infanterie, puis passa au 2e régiment de zouaves stationné à Oran, en Algérie. En décembre 1906, il assuma le poste de chef d'état-major du IIIe corps et en juin 1907, il fut nommé commandant de la 48e brigade chargée de réorganiser le régiment qui s'était mutiné pendant la Révolte des vignerons de 1907. Promu général de brigade en septembre 1907, il prend le commandement de la 5e brigade en 1908 et devient chef d'état-major adjoint de l'armée en décembre de la même année. Général de division en 1910, il organise les manœuvres militaires qui se déroulent en Picardie au cours de cette même année. L'année suivante, il devient commandant de la 14e division d'infanterie puis passe au commandement du VIIIe corps le 11 août 1913 avant de devenir en novembre de la même année gouverneur militaire de Lyon. Pendant la phase initiale de la guerre, sous le commandement du XIVe corps, il a pris part à la bataille des Frontières, opérant dans les Vosges et en Alsace. À la suite de l'issue négative des combats, le 23 août 1914, il a été remplacé par le général Joseph Louis Alphonse Baret sur la décision du chef d'État-Major des armées Joseph Joffre. En septembre de la même année, il assuma le commandement du 13e district militaire, qu'il conserva jusqu'en avril 1915, et fut finalement mis en réserve en 1917. Paul Édouard Pouradier-Duteil décéda le 15 octobre 1933.

## Distinctions
Paul Édouard Pouradier-Duteil est :
- Commandeur de la Légion d'honneur (31 décembre 1913)[3]
- Officier d'académie

## Publications
- Août 1914 : enquête sur une relève, Nicosie, 1997